# Subalyuk 2
Subalyuk 2 es el nombre de catálogo del cráneo de un Homo neanderthalensis encontrado en la cueva Suba-lyuk, entonces conocida como cueva de Mussolini, Hungría, en 1932 y datado entre 80 y 110 mil años. El hallazgo fue realizado por János Dancza. La publicación del hallazgo de los restos estuvo a cargo de Kadić en 1940.

## Descripción
El fósil, junto a los demás encontrados en la misma cueva, presentan una morfología de lo que muchos expertos llaman neandertal clásico.
Subalyuk 2 es un cráneo de un infante de unos 3 años de H. neanderthalensis del que se conservan gran parte de la calvaria, la que requirió restauración, el paladar con los dientes de leche y el hemi maxilar derecho.